# Gonnehem
Gonnehem település Franciaországban, Pas-de-Calais megyében. Lakosainak száma 2532 fő (2022. január 1.). Gonnehem Robecq, Chocques, Lillers, Mont-Bernanchon, Oblinghem, Vendin-lès-Béthune, Allouagne, Busnes és Hinges községekkel határos.

## Népesség
A település népességének változása:
| Lakosok száma | 2536 | 2559 | 2604 | 2536 | 2522 | 2508 | 2512 | 2507 | 2532 |
|               | 2013 | 2015 | 2016 | 2017 | 2018 | 2019 | 2020 | 2021 | 2022 |